# Чемпіонат Південної Америки з футболу 1935
Чемпіонат Південної Америки з футболу 1935 року — тринадцятий розіграш головного футбольного турніру серед національних збірних Південної Америки. 
Після чемпіонату світу 1930 року, у фіналі якого збірна Уругваю перемогла Аргентину з рахунком 4:2, Аргентина перервала футбольні відносини з Уругваєм, стверджуючи, що на її гравців чинився тиск, а перед матчем, та під час матчу навіть була проявлена агресія по відношенню до них.
Через шість років після попереднього чемпіонату Південної Америки було вирішено продовжити турнір, оголосивши його «додатковим» (трофей не вручався). Цей розіграш також був відбірковим турніром для літньої Олімпіади 1936 року у Берліні.
Турнір відбувався у Лімі, столиці Перу, з 6 по 27 січня 1935 року. Переможцем всьоме стала збірна Уругваю, вигравши усі матчі на турнірі.

## Формат
Відбірковий турнір не проводився. Від участі у турнірі відмовилась збірні Бразилії, Болівії і Парагваю. Четверо учасників, Аргентина, Чилі, Перу і Уругвай мали провести один з одним матч за круговою системою. Переможець групи ставав чемпіоном. Два очки присуджувались за перемогу, один за нічиєю і нуль за поразку. У разі рівності очок у двох лідируючих команд призначався додатковий матч.
Усі матчі проходили на стадіоні «Насьйональ» у Лімі.

## Підсумкова таблиця
| Збірна    | І | В | Н | П | ГЗ | ГП | Р  | О |
| --------- | - | - | - | - | -- | -- | -- | - |
| Уругвай   | 3 | 3 | 0 | 0 | 6  | 1  | +5 | 6 |
| Аргентина | 3 | 2 | 0 | 1 | 8  | 5  | +3 | 4 |
| Перу      | 3 | 1 | 0 | 2 | 2  | 5  | −3 | 2 |
| Чилі      | 3 | 0 | 0 | 3 | 2  | 7  | −5 | 0 |

| 6 січня 1935 |

| Аргентина                                       | 4–1 | Чилі       |
| ----------------------------------------------- | --- | ---------- |
| Лаурі 28' Арріета 49' Гарсія 57' Масантоніо 71' |     | Кармона 8' |

| «Насьйональ», Ліма Арбітр: Мігель Серра Уртадо (Перу) |

| 13 січня 1935 |

| Уругвай       | 1–0 | Перу |
| ------------- | --- | ---- |
| Е. Кастро 80' |     |      |

| «Насьйональ», Ліма Арбітр: Умберто Рехінальдо (Чилі) |

| 18 січня 1935 |

| Уругвай         | 2–1 | Чилі        |
| --------------- | --- | ----------- |
| Сіокка 33', 35' |     | Х'юдісе 54' |

| «Насьйональ», Ліма Арбітр: Хосе Артеміо Серра (Перу) |

| 20 січня 1935 |

| Аргентина                           | 4–1 | Перу            |
| ----------------------------------- | --- | --------------- |
| Масантоніо 10', 61', 81' Гарсія 50' |     | Т. Фернандес 2' |

| «Насьйональ», Ліма Арбітр: Сесар Піолі (Уругвай) |

| 26 січня 1935 |

| Перу           | 1–0 | Чилі |
| -------------- | --- | ---- |
| Монтельянос 5' |     |      |

| «Насьйональ», Ліма Арбітр: Едуардо Форте (Аргентина) |

| 27 січня 1935 |

| Аргентина | 0–3 | Уругвай                           |
| --------- | --- | --------------------------------- |
|           |     | Кастро 18' Табоада 28' Сіокка 36' |

| «Насьйональ», Ліма Арбітр: Умберто Рехінальдо (Чилі) |

## Чемпіон
| Чемпіон Південної Америки 1935 |
| ------------------------------ |
| Уругвай 7-й титул              |

## Найкращі бомбардири
4 голи
- Ермініо Масантоніо

3 голи
- Анібаль Сіокка

2 голи
- Дієго Гарсія
- Ектор Кастро